# Zonocryptus contractus
Zonocryptus contractus là một loài tò vò trong họ Ichneumonidae.